# S.S. Ebolitana 1925
Associazione Sportiva Calcio Ebolitana 1925 (trước đây là Socà Sportiva Ebolitana 1925) là một câu lạc bộ bóng đá Ý đến từ Eboli, Campania.

## Lịch sử
Câu lạc bộ được thành lập vào năm 1925 và trải qua các mùa giữa Promozione, Eccellenza và Interregionale. Đội đã chơi 12 mùa trong giải hạng năm, hoàn thành đến vị trí thứ bảy (năm 1991 và 1999).
Năm 2004, đội chuyển lên chuyên nghiệp với tư cách là một công ty do người hâm mộ điều hành, khi họ mua danh hiệu thể thao từ thị trấn Eboli và với sự giúp đỡ của người hâm mộ đã đăng ký để vô địch Eccellenza. Cùng năm đó, ông đã giành được chức vô địch, nhận được giải thưởng Fair Play của Eccellenza và được thăng chức lên Serie D.
Sự trở lại được ghi nhận ở Serie D với một kỷ lục mới: trên thực tế, khi kết thúc chức vô địch, kiếm được 51 điểm, kết thúc ở vị trí thứ 8. Vào ngày 27 tháng 5 năm 2007, xuống hạng Eccellenza chỉ sau hai năm ở Serie D, sau khi thua trận play-off trước Lavello.
Vào ngày 17 tháng 2 năm 2010 đã giành Cup Ý khu vực bằng cách đánh bại Arzanese trong trận chung kết sau khi đá phạt đền (2-2 sau hiệp phụ). Hơn nữa, cùng năm đó, sau vị trí thứ 2 trong bảng xếp hạng sau Battipagliese, Ebolitana đã có được quyền truy cập vào vòng playoffs. Có chiến thắng trước Real Nraf, Isernia và Arzanese, nhờ luật bàn thắng trên sân khách và thăng hạng lên Serie D.
Vào ngày 8 tháng 5 năm 2011, lần đầu tiên thăng hạng lịch sử lên Lega Pro Seconda Divisione, sau khi kết thúc ở vị trí đầu tiên ở bảng I với 89 điểm (với trung bình 2,49 mỗi trận), đánh bại đối thủ cạnh tranh trực tiếp thứ hai ASD Forza e Coraggio vòng cuối cùng, bằng chiến thắng trên sân của Aprilia 3-1 mới được quảng bá. Ngoài ra, Ebolitana đã lọt vào bán kết Scudetto Dilettanti, nơi bị Cuneo đánh bại trên chấm phạt đền.
Trong mùa giải 2011/2012, đội vẫn tham gia Lega Pro Seconda Divisione mặc dù gặp khó khăn. Cuộc phiêu lưu chỉ kéo dài một năm trong Lega Pro với sự xuống hạng không thể tránh khỏi trở lại Serie D.
Vào mùa hè 2012, nó không kháng cáo việc loại trừ Covisod khỏi Serie D và do đó đã bị loại khỏi hệ thống bóng đá. Sau đó cùng năm, nó đã được cải tổ thành ASC Ebolitana 1925, khởi động lại từ Prima Categoria Campania, nơi nó đã hoàn thành vị trí thứ 10 trong bảng G cho mùa giải 2012-13. Nó đã được thừa nhận vào mùa giải tới Promozione Campania.

## Màu sắc và huy hiệu
Màu sắc của nó là trắng và xanh.

## Những người chơi nổi tiếng
Tiền vệ nổi tiếng người Brazil Dirceu chơi cho câu lạc bộ cho đến cuối sự nghiệp.